# Rayan Hamda Barhoumi
 (août 2025).
Rayan Hamda Barhoumi, alias Lytcheess, né le 24 septembre 2001 à Nice, est un acteur, musicien et créateur de projets indépendants français. Il est principalement reconnu pour sa série indépendante de fiction Jackrabbit et pour ses œuvres musicales publiées sous son pseudonyme.

## Biographie
Rayan Hamda Barhoumi est né en France et a débuté sa carrière artistique comme musicien sous le nom de scène Lytcheess. Outre la musique, il s’est également intéressé au théâtre et à la production audiovisuelle, en créant, écrivant et interprétant des projets indépendants. Rayan Hamda Barhoumi cite les acteurs Charlie Cox et Jon Bernthal comme sources d’inspiration dans sa formation et sa pratique de l’acting.

## Carrière
En 2025, il crée le projet Jackrabbit, où il interprète Rogue Majedri, un justicier affrontant la violence et le trafic d’êtres humains.
Sous le nom de Lytcheess, il produit une musique aux sonorités cinématographiques, électro et phonk. Ses œuvres sont disponibles sur des plateformes comme Spotify, Bandcamp et MusicBrainz.

## Discographie
| Année | Type            | Titre                                    |
| ----- | --------------- | ---------------------------------------- |
| 2024  | Album           | Lytchee                                  |
| 2024  | Album           | Metalogical                              |
| 2024  | Single          | « Lytcheess the Prodigy »                |
| 2024  | EP              | Wavu Sorya                               |
| 2025  | Bande originale | Jackrabbit – Original Soundtrack (Vol.1) |

## Filmographie

### Télévision
| Année | Titre      | Rôle          | Notes            |
| ----- | ---------- | ------------- | ---------------- |
| 2025  | Jackrabbit | Rogue Majedri | Saison 1, 2 et 3 |